# Christian Miniussi
Christian Carlos Miniussi Ventureira (* 5. Juli 1967 in Buenos Aires) ist ein ehemaliger argentinischer Tennisspieler.

## Leben
Miniussi wurde 1984 Tennisprofi und gewann im darauf folgenden Jahr in Buenos Aires zusammen mit Martín Jaite erstmals ein Doppelturnier auf der ATP Tour. Insgesamt konnte er im Lauf seiner Karriere vier weitere Doppeltitel erringen, weitere fünf Male stand er dort im Finale. 1991 gewann er in São Paulo seinen einzigen Einzeltitel auf der ATP Tour. Seine höchste Notierung in der Tennisweltrangliste erreichte er 1992 mit Position 57 im Einzel sowie 1988 mit Position 37 im Doppel. Sein bestes Einzelergebnis bei einem Grand-Slam-Turnier war die Achtelfinalteilnahme 1991 bei den French Open. Zudem erreichte er dort im selben Jahr auch im Doppel das Achtelfinale.
Zwischen 1986 und 1992 spielte Miniussi eine Einzel- sowie elf Doppelpartien für die argentinische Davis-Cup-Mannschaft. Bei der 0:5-Viertelfinalniederlage gegen Deutschland 1991 unterlag er an der Seite von Javier Frana im Doppel der Paarung aus Eric Jelen und Michael Stich.
Miniussi trat bei den Olympischen Sommerspielen 1996 im Einzel und im Doppel für Argentinien an. Während er zum Auftakt des Einzels gegen Fabrice Santoro ausschied, gewann er an der Seite von Frana die Bronzemedaille.

## Erfolge
| Legende                       |
| Grand Slam                    |
| Tennis Masters Cup            |
| ATP Masters Series            |
| ATP International Series Gold |
| ATP International Series (6)  |
| ATP Challenger Series (7)     |

| ATP-Titel nach Belag |
| Hartplatz (1)        |
| Sand (5)             |
| Rasen (0)            |
| Teppich (0)          |

### Einzel

#### Turniersiege

##### ATP-Tour
| Nr. | Datum          | Turnier   | Belag | Finalgegner  | Ergebnis      |
| --- | -------------- | --------- | ----- | ------------ | ------------- |
| 1.  | 29. April 1996 | São Paulo | Sand  | Jaime Oncins | 2:6, 6:3, 6:4 |

##### Challenger-Tour
| Nr. | Datum            | Turnier     | Belag | Finalgegner   | Ergebnis      |
| --- | ---------------- | ----------- | ----- | ------------- | ------------- |
| 1.  | 18. Februar 1990 | Nairobi (1) | Sand  | Pablo Arraya  | 2:6, 6:3, 6:4 |
| 2.  | 24. Februar 1990 | Nairobi (2) | Sand  | Menno Oosting | 6:2, 7:6      |

#### Finalteilnahmen
| Nr. | Datum           | Turnier | Belag | Finalgegner     | Ergebnis        |
| --- | --------------- | ------- | ----- | --------------- | --------------- |
| 1.  | 9. Februar 1992 | Maceió  | Sand  | Tomás Carbonell | 6:712, 7:5, 2:6 |

### Doppel

#### Turniersiege

##### ATP Tour
| Nr. | Datum              | Turnier       | Belag | Partner         | Finalgegner                           | Ergebnis      |
| --- | ------------------ | ------------- | ----- | --------------- | ------------------------------------- | ------------- |
| 1.  | 2. März 1985       | Buenos Aires  | Sand  | Martín Jaite    | Eduardo Bengoechea Diego Pérez        | 6:4, 6:3      |
| 2.  | 22. Mai 1988       | Florenz       | Sand  | Javier Frana    | Claudio Pistolesi Horst Skoff         | 7:6, 6:4      |
| 3.  | 14. August 1988    | Saint-Vincent | Sand  | Alberto Mancini | Paolo Canè Balázs Taróczy             | 6:4, 5:7, 6:3 |
| 4.  | 24. September 1989 | Barcelona     | Sand  | Gustavo Luza    | Sergio Casal Tomáš Šmíd               | 6:3, 6:3      |
| 5.  | 12. Juli 1992      | Båstad        | Sand  | Tomás Carbonell | Christian Bergström Magnus Gustafsson | 6:4, 7:5      |

##### Challenger Tour
| Nr. | Datum             | Turnier        | Belag | Partner            | Finalgegner                       | Ergebnis      |
| --- | ----------------- | -------------- | ----- | ------------------ | --------------------------------- | ------------- |
| 1.  | 18. Februar 1990  | Nairobi        | Sand  | Eduardo Masso      | João Cunha e Silva Menno Oosting  | 3:6, 7:5, 7:6 |
| 2.  | 22. April 1990    | Porto          | Sand  | Eduardo Bengoechea | José Clavet Francisco Roig        | 6:0, 6:3      |
| 3.  | 11. August 1991   | Cervia         | Sand  | Diego Pérez        | João Cunha e Silva Daniel Orsanic | 6:3, 6:4      |
| 4.  | 1. September 1991 | Meran          | Sand  | Carlos Costa       | Josef Čihák Tomáš Anzari          | 6:3, 6:3      |
| 5.  | 5. März 1995      | Punta del Este | Sand  | Diego Pérez        | Lucas Arnold Ker Patricio Arnold  | 4:6, 7:5, 6:1 |

#### Finalteilnahmen
| Nr. | Datum              | Turnier    | Belag | Partner         | Finalgegner                       | Ergebnis      |
| --- | ------------------ | ---------- | ----- | --------------- | --------------------------------- | ------------- |
| 1.  | 27. September 1987 | Barcelona  | Sand  | Javier Frana    | Miloslav Mečíř Tomáš Šmíd         | 1:6, 2:6      |
| 2.  | 8. Mai 1988        | München    | Sand  | Alberto Mancini | Rick Leach Jim Pugh               | 6:7, 1:6      |
| 3.  | 31. Juli 1988      | Bordeaux   | Sand  | Diego Nargiso   | Joakim Nyström Claudio Panatta    | 1:6, 4:6      |
| 4.  | 2. Oktober 1988    | Palermo    | Sand  | Alberto Mancini | Carlos di Laura Marcelo Filippini | 2:6, 0:6      |
| 5.  | 4. August 1991     | San Marino | Sand  | Diego Pérez     | Jordi Arrese Carlos Costa         | 3:6, 6:3, 3:6 |